# Bouldnor-Formation
Die Bouldnor-Formation ist eine geologische Formation im Hampshire-Becken in Südengland. Sie ist die jüngste Formation der Solent-Gruppe und wurde im Obersten Eozän und Unteren Oligozän abgelagert. Ihr Fauneninhalt dokumentiert die Grande Coupure.

## Typlokalität und Vorkommen

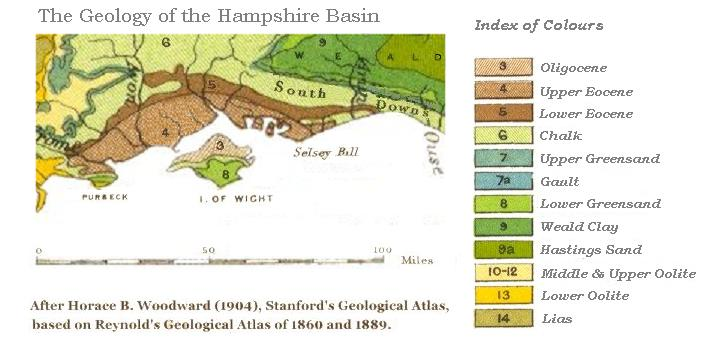
Die Bouldnor-Formation ist als 3 – Oligocene auf der geologischen Karte ausgewiesen

Die Bouldnor-Formation wurde nach der östlich von Yarmouth (Isle of Wight) gelegenen Ortschaft Bouldnor benannt. Entlang dem Küstenabbruch zwischen Yarmouth und Hamstead im Nordwesten der Insel ist die gesamte Formation, die hier in eine Ostsüdost-streichende, offene Synklinale – die Bouldnor Syncline – gefaltet wurde, sehr schön aufgeschlossen.
Typlokalität (Stratotyp) der Formation ist jedoch die Whitecliff Bay an der Ostküste der Isle of Wight.

## Geschichte
Die Bouldnor-Formation wurde erst 1985 von A. Insole & B. Daly wissenschaftlich etabliert und ihre Schichtglieder (engl. member) definiert. Eine Erstbeschreibung des Paläogens der Isle of Wight geht jedoch schon auf E. Forbes ins Jahr 1853 zurück. Ihm folgte H.J.O. White im Jahr 1921.

## Stratigraphie
Die Bouldnor-Formation ist die abschließende Formation der Solent-Gruppe im Hampshire-Becken, danach fiel das Becken trocken. Die Mächtigkeit der Formation schwankt zwischen 45 und 115 Meter. Nach einem langen Hiatus legten sich Hüllsedimente des Pleistozäns und des Holozäns diskordant über die Formation. An ihrer Basis folgt die Bouldnor-Formation konkordant auf Trockenrisse im obersten Bembridge Limestone der Bembridge-Limestone-Formation, einem Süßwasserkalk.
Die Bouldnor-Formation besteht hauptsächlich aus Tonen und untergeordneten Sanden, die entlang einer Küstenebene in verschiedenen, strandnahen Faziesräumen (lagunär, lakustrin/palustrin und fluviatil) abgelagert wurden – zu erkennen an den enthaltenen Faunengemeinschaften aus dem Frischwasser-, Brackwasser- und marinen Bereich. Nur selten waren marine Bedingungen wie im Bembridge Oyster Bed, Nematura Bed und im oberen Cranmore-Member verwirklicht.
Die Formation enthält eine diversifizierte und gut erhaltene Faunengemeinschaft bestehend aus Mollusken, Vertebraten (insbesondere Säugetiere), Charophyten und Gefäßpflanzen. Die nichtmarinen Abschnitte zeichnen sich durch die Gastropoden Australorbis, Lymnaea und Viviparus sowie die Ostrakoden Candona, Cypridopsis und Moenocypris aus. In ihrem mittleren Abschnitt (Hamstead-Member) lässt sich der Faunenschnitt der Grande Coupure erkennen, der mit der negativen Sauerstoffisotopenanomalie Oi-1 des untersten Oligozäns korreliert.
Die Bouldnor-Formation wird stratigraphisch in folgende Member unterteilt (vom Hangenden zum Liegenden):
- Cranmore-Member
- Hamstead-Member
- Bembridge-Marls-Member

### Bembridge-Marls-Member

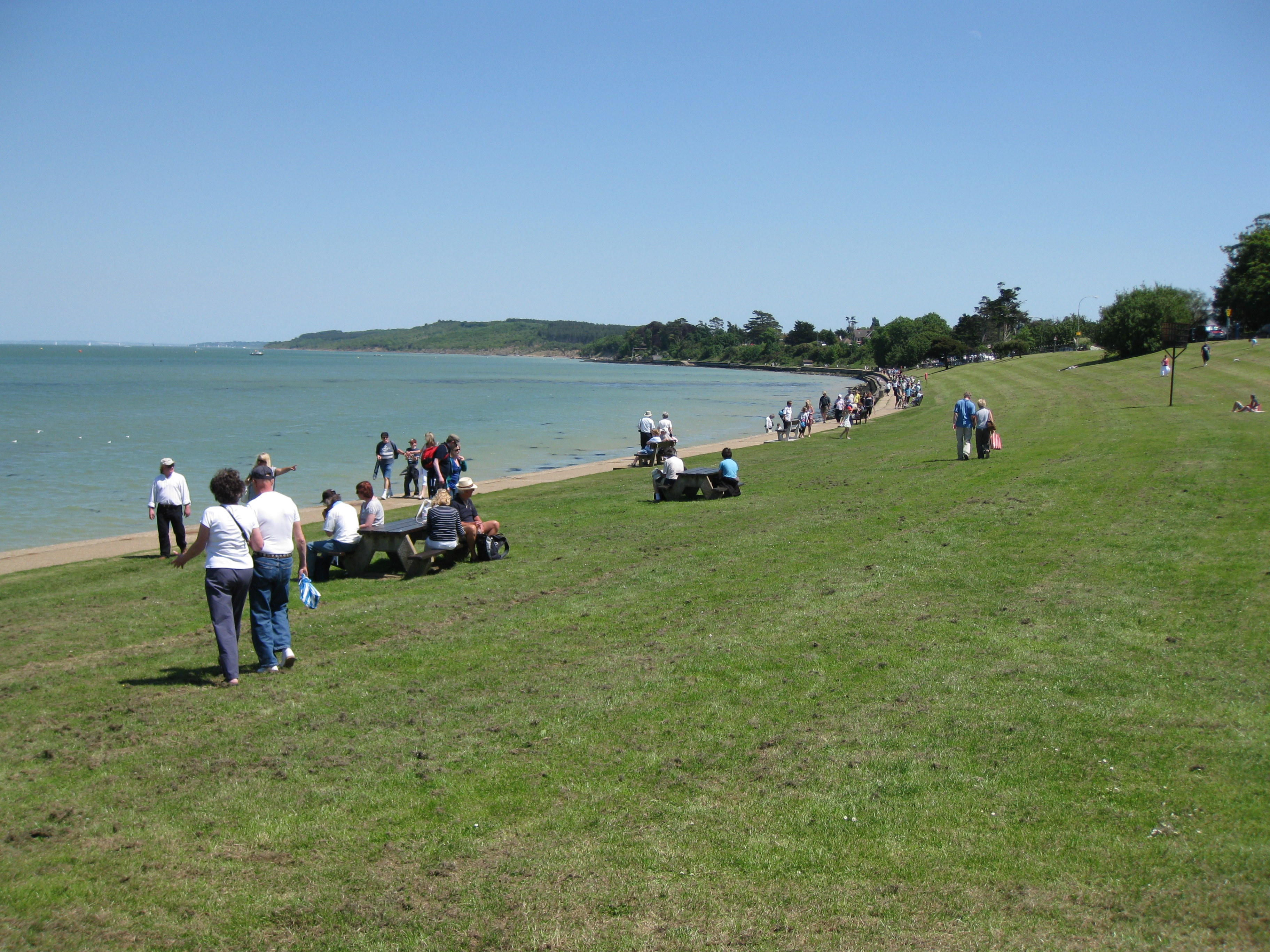
Der Yarmouth Common mit den Bouldnor Cliffs im Hintergrund

Das basale, etwa 20 bis 23 Meter (stellenweise auch bis zu 35 Meter) mächtige Bembridge-Marls-Member wird von blaugrauen bis grüngrauen, feingeschichteten Tonen und Mergeln aufgebaut. Es enthält zahlreiche Horizonte mit Molluskenlagen. Die Tone zeigen Warvenschichtung. Das Member legt sich konkordant über die Bembridge-Limestone-Formation, deren abschließender Horizont von Trockenrissen durchzogen wird. Das Member korreliert magnetostratigraphisch weitgehend mit dem oberen Abschnitt von Chron C 13r, und biostratigraphisch mit der Kalk-Nanoplanktonzone NP21. Es gehört somit ins oberste Priabonium und dürfte zwischen 34,0 und 33,75 Millionen Jahre alt sein.
Das Bembridge-Marls-Member ist vorwiegend im Süß- und Brackwasser (indiziert durch Cirripedia und den Gastropoden Tarebia) sedimentiert worden. Der untere Abschnitt stammt aus dem ästuarinen Bereich und der Obere ist fluviatilen Ursprungs, erkennbar an dem prosobranchen Taxon Viviparus. Horizonte wie beispielsweise das Bembridge Oyster Bed 1,5 Meter oberhalb der Basis und darüber eine Kalklage mit corbiculiden Bivalvia und Nucula lassen jedoch auch auf relativ kurzzeitige marine Inkursionen schließen.
Als enthaltene Fossilien sind zu erwähnen die Frischwassertaxa Lymnaea und Unio sowie die marinen Arten Melanopsis, Meretrix und Ostrea. An Fischen sind zugegen Amia sp. und andere unbestimmte Amiidae. Das Bembridge Insect Bed an der Basis ist eine Kalksandlage, die eine sehr reichhaltige Insektenfauna und viele Blattabdrücke enthält. Die Schicht stellt eine Fossillagerstätte mit sehr guter Erhaltung dar. Gefunden wurden Coleoptera, Diptera, Hymenoptera und Arthropoden wie beispielsweise Aeschnophlebia andeasi, Oligoaeschna anglica und Vectaraneus yulei.
Pflanzliche Funde im Bembridge-Marls-Member sind Palmenpollen und der Farn Acrostichum.
An Säugetierresten fanden sich Anoplotherium latipes und Anoplotherium commune, Bransatoglis bahloi, Choeropotamus parisiensis, Ectropomys exiguus, Gesneropithex sp., Glamys devoogdi, Haplomeryx zitteli, Heterohyus, Microchoerus edwardsi, Palaeotherium medium, Paroxacron sp., Peratherium, Plagiolophus major, Plagiolophus minor, Saturninia gracilis, Suevosciurus ehingensis, Tarnomys schmidtkittleri, Theridomys bonduelli und Treposciurus.

### Hamstead-Member

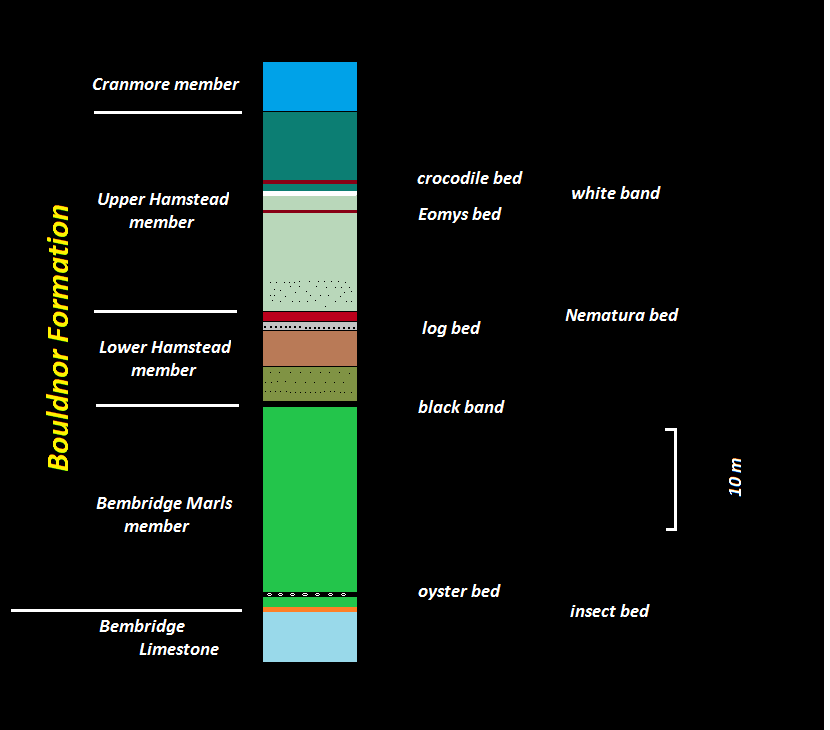
Stratigraphisches Profil der Bouldnor-Formation

Das 20 bis maximal 70 Meter mächtige Hamstead-Member wird durch das Nematura Bed (benannt nach dem Gastropoden Nematura parvula) zweigeteilt.
Das 10 Meter mächtige Untere Hamstead-Member folgt konkordant mit dem basalen, 40 Zentimeter mächtigen Black Band – einer olivschwarzen, organischen Schlicklage – auf das Bembridge-Marls-Member. Das Black Band wurde im Süßwasser abgelagert und führt an seiner Bais Krustenkalkknollen (engl. calcrete nodules) und Wurzelrhizome. Darüber legen sich knapp 4 Meter mächtige, grüngraue Ton-Silt-Wechsellagen. Sodann sedimentierten 3 Meter an blauen bis braunen, feinlagigen Tonen mit Schalenlagen im zentralen Bereich der Folge. Die Tone werden diskordant von bis zu einem Meter mächtigen, blassen, blaugrauen, tonigen Sanden überdeckt, die Ball-and-pillow-Struktur, Wickelschichtung und Convolute bedding erkennen lassen. Diese sehr instabile Lage wird als log bed bezeichnet, da es bis zu 5 Meter lange Baumstämme enthält. Im eindeutig zum Süßwasserbereich gehörenden log bed mit angeschwemmten Samen von Potamogeton und Stratiodes sowie ein- und zweikeimigen Blättern befinden sich ferner die letzten Faunenelemente (MP20) vor der Grande Coupure.
Das Untere Hamstead-Member endet nach dem log bed und einer bedeutenden Schichtlücke mit dem diskordanten, knapp 1 Meter mächtigen Nematura bed. Das Nematura bed besteht aus charakteristischen, schokoladebraunen Rippeln in wechsellagernden Tonen und Sanden. Es ist brackisch und enthält wiederaufgearbeitete Holzreste. An Fossilien enthält es neben den Mollusken Nematura (jetzt Stenothyra) und Polymesoda den Ostrakoden Hemicyprideis sowie marine Dinoflagellaten. In seiner basalen Schalenlage wurden Hinweise auf einen erodierten Paläoboden nachgewiesen. Für die Schichtlücke wird ein Zeitraum von 350.000 Jahren veranschlagt.
Aus dem Unteren Hamstead-Member stammen die Taxa Amphidozotherium cayluxi, Amphiperaterium exile, Anoplotherium commune, Anoplotherium latipes, Bransatoglis planus, Butselia biveri, Cryptopithecus, Eotalpa anglica, Glamys fordi, Palaeotherium curtum, Palaeotherium muehlbergi, paradoxonycteris tobieni, Pseudoltinomys cuvieri, Ronzotherium sp., Stehlinia minor, Suevosciurus ehingensis, Suevosciurus fraasi, Theridomys bonduelli und Xiphodon gracilis.
An Pflanzen treten jetzt Koniferen auf, beispielsweise Quasisequoia couttsiae mit den Pollen Inaperturopollenites magnus.
Das bis zu 60 Meter mächtige Obere Hamstead-Member beginnt erneut mit 3 Meter mächtigen, grüngrauen Ton-Silt-Wechsellagen mit entkalzifizierten Palymesoda-Schalen. Etwa 10 Meter oberhalb der Basis folgt das Eomys bed und kurz darauf das White Band, ebenfalls mit Polymesoda-Schalen. Nach dem zwischengeschalteten Crocodile bed endet das Member mit 8 Metern an türkisen, plastischen Tonen, die orange-rot gesprenkelt sind. Sie führen gelegentliche braune, laminierte Tonlagen und einige Muschelhorizonte. Die plastischen Tone zeigen Harnischstriemungen. Erwähnenswert auch noch das White lily bed im oberen Drittel.
Auch im Oberen Hamstead-Member fanden sich Saugetierreste, deren Ensemble die faunistischen Auswirkungen der Grande Coupure gut erkennen lässt. Die Grande Coupure muss daher zwischen dem Unteren und Oberen Hamstead-Member erfolgt sein, erste Faunenelemente nach der Grande Coupure erscheinen 4 Meter nach Beginn des Oberen Hamstead-Members.
Das Obere Hamstead-Member enthält folgende Taxa: Amphicynodon sp., Amphiperatherium exile, Amphiperaterium minutum, Asteneofiber, Atavocricetodon atavus, Bothriodon velaunus, Butseloglis micio, Cryptopithecus, Elomeryx porcinus, Entelodon magnus, Eomys, Glamys fordi, Hyaenodon dubius, Isoptychus margaritae, Leptadapis sp., Myxomygale antiqua, Paradoxonycteris tobieni, Pecora, Peratherium perriense, Pseudoltinomys gaillardi, Ronzotherium romani, Stehlinia gracilis, Tapirulus hyracinus und Tetracus.
Das Hamstead-Member beginnt an der Grenze Priabonium/Rupelium und reicht bis ins Obere Rupelium hinauf. Es beinhaltet die Chrons C 13n und den unteren Teil von C 12r. Das Alter des Members beläuft sich somit auf den Zeitraum 33,75 bis 32,5 Millionen Jahre BP.

### Cranmore-Member
Das abschließende, 5 bis 9 Meter mächtige Cranmore-Member besteht vorwiegend aus blauen bis blaugrünen Tonen. Es entstammt anfangs noch dem Brackwasserbereich (Cerithium Beds mit Cerithium), wird aber mit den Nannofossilien-führenden Corbula Beds (mit Corbula pisum und Corbula vectensis sowie den Gastropoden Hydrobia sp., Pusillina turbinata, Sandbergeria vectiana, Strebloceras cornuides, Syrnola sp. und Teinostoma decussatum) dann eindeutig marin. An weiteren Fossilien finden sich Viviparus lentus-Muscheln. Es gehört biostratigraphisch zur Biozone NP23. Nach Beendigung der Sedimentation des Cranmore Members zog sich das Meer endgültig aus dem Hampshire-Becken zurück.

## Sequenzstratigraphische Interpretation
Die Bouldnor-Formation gehört zu zwei Sequenzen zweiter Ordnung, deren Grenze (engl. sequence boundary oder SB) unterhalb des Nematura Beds verläuft. Der Beginn der ersten Sequenz liegt noch an der Basis der Bembridge-Limestone-Formation. Die marinen Intervalle innerhalb der Bouldnor-Formation werden als Hochstände des Meeresspiegels interpretiert. Das log bed wurde bei Meeresrückzug (engl. falling stage systems tract oder FSST) gebildet, verursacht durch die Vereisung in der Antarktis.
Die Grenze Eozän/Oligozän dürfte unterhalb der Sequenzgrenze im Unteren Hamstead-Member oder eventuell im obersten Bembridge-Marls-Member liegen.
Anmerkung: Diese von J.J. Hooker u. a. (2009) vertretene Interpretation wurde von A.S. Gale u. a. (2006) nicht anerkannt. Sie legen die Sequenzgrenze wesentlich tiefer ins Bembridge-Limestone-Member und teilen überdies die untere Sequenz in drei Sequenzen auf.

## Grande Coupure
Die Grande Coupure lässt sich anhand der Säugetierfauna der Bouldnor-Formation wie folgt charakterisieren:
Im Oberen Hamstead-Member treten 16 neue Taxa erstmals auf, 11 sterben an der Wende aus. Im vor der Wende situierten Unteren-Hamstead-Member waren vergleichsweise nur 5 Ersterscheinungen zu verzeichnen, vorwiegend europäische Nagetiere sowie Butselia. Unter den 16 Neuerscheinungen nach der Grande Coupure befinden sich 10 eingewanderte asiatische Taxa. Überdies kann eine generelle Reduzierung in der Artenvielfalt festgestellt werden. Waren im Bembridge Limestone-Member noch 47 Taxa zugegen, so kann das Obere-Hamstead-Member nur noch 28 vorweisen. Hierbei ist zu bedenken, dass der Tiefpunkt in der Artenvielfalt bereits im Unteren Hamstead-Member mit 20 Taxa lag. Dies deutet somit auf kein jähes Artensterben hin, sondern einen längeren Prozess des Rückgangs beginnend im Unteren Hemstead-Member. Die eigentliche Grande Coupure des Verdrängens endemischer Arten durch Einwanderer aus Asien dürfte aber relativ rasch vor sich gegangen sein.